# 최백순 (1966년)
최백순(崔伯洵, 1966년 7월 15일 ~ )은 대한민국의 정치인이다. 정의당 종로중구 당원협의회 위원장을 맡고 있으며 대표비서실장을 겸직하고 있다.
직업군인이었던 아버지의 근무지인 강원도 철원에서 태어났다. 육군상사로 예편한 아버지를 따라 아버지의 고향인 강원도 강릉의 유천동으로 돌아왔다. 임시직 공무원이 된 아버지에 의해 시내의 홍제동에 살면서 강릉국민학교를 다녔다. 가난 때문에 부모님은 충청남도 대천으로 거주지를 옮겼다. 부모님을 따라 강릉국민학교 3학년 때 대천국민학교로 전학을 했다.
단국대학교 경제학과를 졸업한 이후에 서울 종로구 친환경무상급식 추진운동본부 공동대표, 진보신당 종로구당원협의회 위원장을 역임했다. 2012년 4월 11일에 실시된 대한민국 제19대 국회의원 선거에서 진보신당의 서울 종로구 선거구 후보로 출마했지만 득표 687표, 득표율 0.86%를 기록하여 낙선했다.

## 역대 선거 결과
| 실시년도 | 선거  | 대수 | 직책     | 선거구      | 정당     | 득표수 | 득표율         | 순위 | 당락 | 비고 |
| -------- | ----- | ---- | -------- | ----------- | -------- | ------ | -------------- | ---- | ---- | ---- |
| 2012년   | 총선  | 19대 | 국회의원 | 서울 종로구 | 진보신당 | 687 표 | \| \| 0.86% \| | 3위  | 낙선 |      |
|          | 0.86% |      |          |             |          |        |                |      |      |      |